# Iporá
Iporá là một đô thị thuộc bang Goiás, Brasil. Đô thị này có diện tích 1026,387 km², dân số năm 2007 là 30308 người, mật độ 29,5 người/km².